# Bhairava

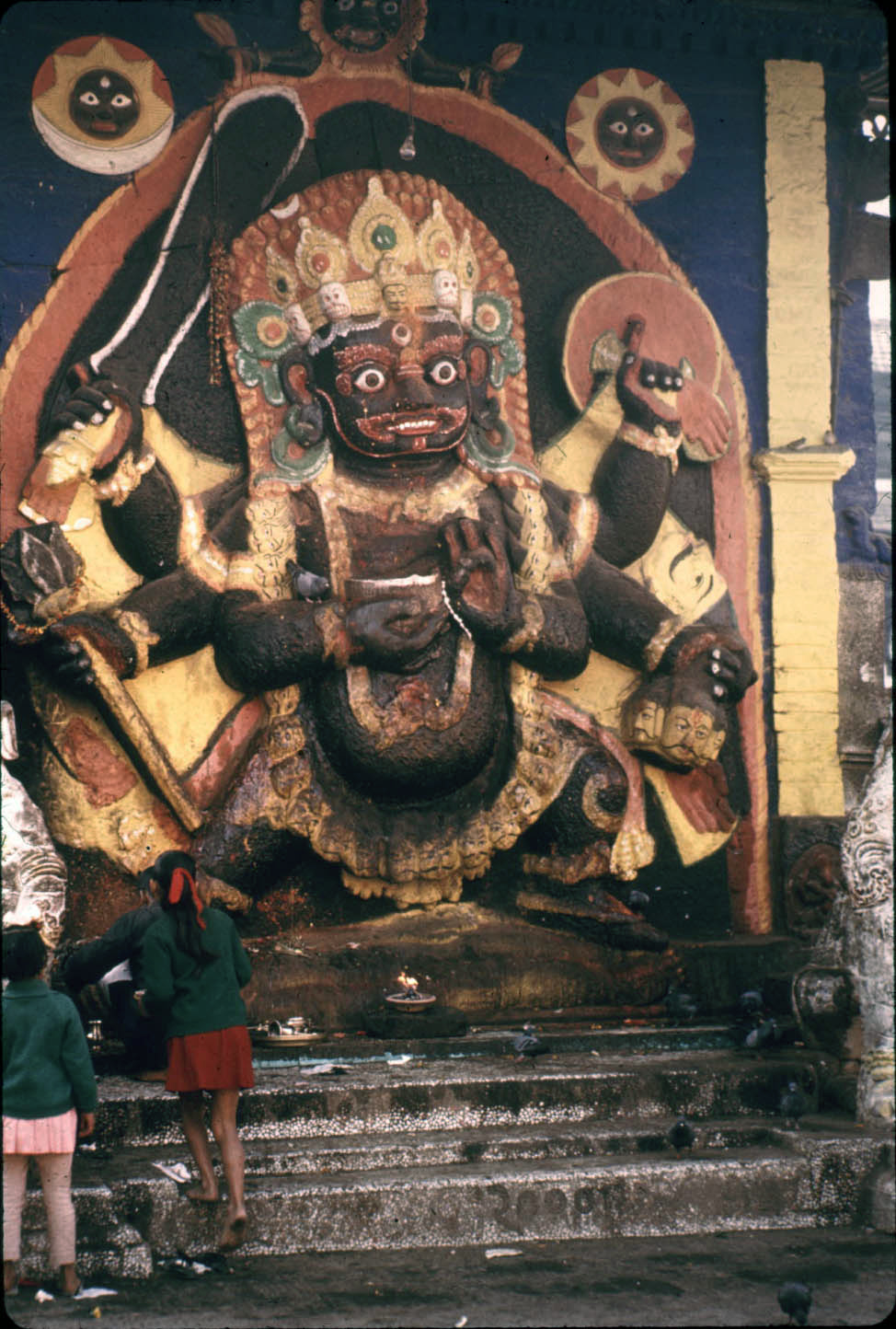
Statue de Bhairava à Katmandou.

Bhairava (sanskrit ; devanagari : भैरव ; japonais : Funnu ; tibétain : Jigs Byed ; « terrible, terrifiant ») est un terme qui désigne les formes courroucées et terrifiantes de plusieurs divinités hindoues et bouddhiques.
Bhairava ou Kâlabhairava est notamment l'épithète du dieu hindou Shiva sous sa forme terrifiante, portant le crâne de Brahma, un autre dieu de la Trimûrti, la trinité hindoue. Shiva avait en effet coupé la cinquième tête de Brahmâ, tête coupable de désir incestueux envers sa fille et femme (née de sa seule pensée), Parvatî. Pour se purifier de cet acte sanglant, Shiva fut contraint à errer, fou de remords[réf. nécessaire], comme un mendiant à travers l'univers en tenant la tête de Brahma pendant des années pour expier cette faute. 

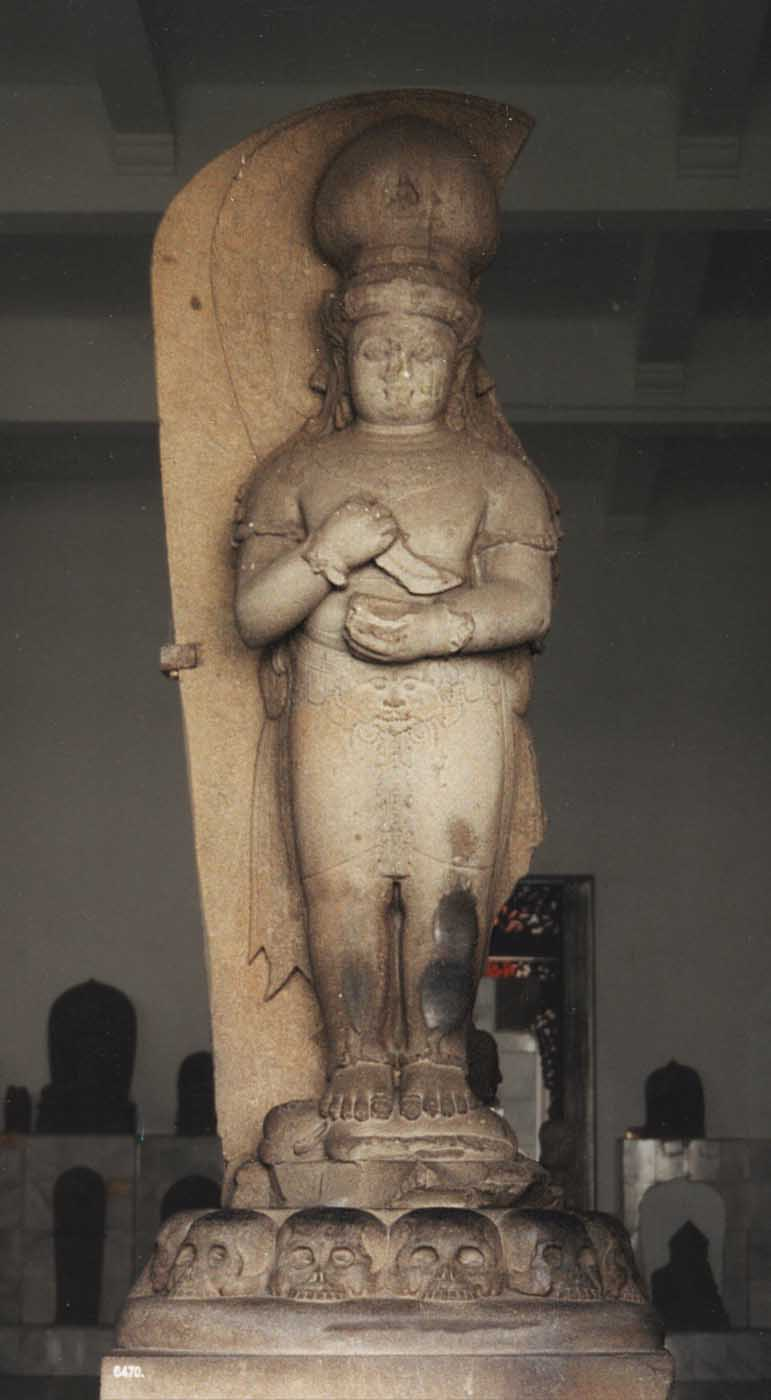
Statue du roi Adityawarman représenté en Bhairava au Musée national d'Indonésie (XIVe siècle).